# Traumatismo dental
Traumatismo dental es una lesión que se produce en los dientes y/o periodonto (encía, ligamento periodontal, hueso alveolar) y se puede acompañar con lesiones en los tejidos blandos adyacentes como los labios, lengua, etc.
Las lesiones traumáticas dentales ocurren con frecuencia en niños y adultos jóvenes, suponiendo el 5% de todas las lesiones traumáticas. Constituyen una situación de urgencia que requiere tratamiento inmediato, ya que el tiempo desde que se produce el traumatismo constituye un factor pronóstico.

## Consideraciones generales

### Traumatismo de dientes temporales
Los traumatismos pueden producirse tanto en dientes temporales (dientes de leche) como en los dientes definitivos o permanentes. 
Los dientes temporales tienen el ápice radicular muy próximo al germen del diente permanente. Por ello, un traumatismo grave del diente temporal puede tener consecuencias en los dientes permanentes como malformaciones dentales, que queden impactados y también alteraciones de la erupción.

### Traumatismo de dientes inmaduros
Los traumatismos son más frecuentes en niños y adolescentes, cuando los dientes tienen el ápice inmaduro y no han terminado su desarrollo radicular. Es importante preservar la vitalidad de la pulpa para permitir el desarrollo radicular. Además, la pulpa de estos dientes tienen una gran capacidad para la curación tras un traumatismo.

### Instrucciones para pacientes y padres
Para conseguir una curación óptima tras el traumatismo dental, es fundamental el cumplimiento de las revisiones programadas con el odontólogo, así como evitar realizar deportes de contacto, realizar una higiene oral de la zona meticulosa y aplicar enjuagues con agentes antibacterianos de clorhexidina al 0.12%.

## Diagnóstico
El diagnóstico de las lesiones producidas por trauma requiere la atención urgente por el profesional, que realizará un examen clínico y radiográfico, que se complementará con otra serie de pruebas. La documentación fotográfica inicial y en cada una de las revisiones, permite monitorizar la evolución de la lesión.
En cuanto al examen radiológico, las radiografías son necesarias para establecer el diagnóstico de las lesiones y realizar su seguimiento. Normalmente se realizan radiografías periapicales en varias proyecciones, ya que algunas lesiones pueden no detectarse cuando sólo se realiza una proyección.
La tomografía computarizada de haz cónico (CBCT), a diferencia de las radiografías, aporta información en las tres dimensiones del espacio, proporcionando una mejor visualización de los traumatismos dentales, especialmente en casos de fracturas radiculares, corono-radiculares y de las luxaciones laterales.
Otras pruebas complementarias son los test de sensibilidad y vitalidad pulpar.  Son pruebas que se emplean para determinar el estado de la pulpa. La prueba de sensibilidad pulpar al frío o las pruebas eléctricas evalúan la actividad nerviosa de la pulpa. La falta de respuesta (resultado negativo) no es concluyente porque puede haber una pérdida temporal de sensibilidad debido al trauma. Por eso, deben realizarse inicialmente y en las sucesivas revisiones.
Las pruebas de vitalidad pulpar miden la presencia del flujo vascular de la pulpa pero son complicadas de aplicar en clínica.
La Asociación Internacional de Traumatología Dental (IADT, International Association of Dental Traumatology) ha desarrollado una aplicación móvil gratuita denominada ToothSOS (disponible en Google Play y App Store) con el fin de poner a disposición de los pacientes, y también de los profesionales, las recomendaciones de actuación ante posibles traumatismos dentales.

## Clasificación de los traumatismos dentales en dentición permanente

### Lesiones coronarias

#### Infracción del esmalte
Es la fractura incompleta (crack) del esmalte sin pérdida de estructura dental.
Se producen principalmente en los incisivos. El diente afectado no tiene sensibilidad a la percusión o a la palpación, y las pruebas de sensibilidad pulpar normalmente se encuentran dentro de los parámetros de normalidad (positivas).
No requieren tratamiento. Sin embargo, si la infracción del esmalte es severa se puede restaurar con composite.

#### Fractura coronaria no complicada
Es una fractura que conlleva la pérdida de estructura dentaria, que involucra el esmalte o esmalte y dentina, sin llegar a exponer la pulpa del diente. El odontólogo realizará la evaluación del diente para descartar otra lesión asociada, como luxación o fractura radicular, especialmente si hay dolor asociado. También examinará los tejidos blandos, como labios y mejillas, en busca de los fragmentos del diente fracturado.
El tratamiento de elección es la adhesión del fragmento al diente. Es importante encontrar el trozo o fragmento  y conservarlo en leche, suero, saliva o agua, y visitar al dentista lo antes posible para que lo pueda adherir. Si no se ha encontrado el fragmento, el diente se restaurará con composite, o se pulirá la línea de fractura si la fractura es pequeña.

#### Fractura coronaria complicada
Es una fractura coronaria en la que se afecta el esmalte y dentina, y se expone la pulpa del diente o  tejido pulpar.
La pulpa expuesta presenta gran sensibilidad al aplicar aire y a las variaciones de temperatura. En dientes inmaduros (con ápices abierto por el desarrollo incompleto) es muy importante preservar la vitalidad pulpar para permitir el desarrollo completo de la raíz, por lo que se recomiendan tratamientos conservadores la pulpotomía parcial o recubrimiento directo del tejido pulpar. En dientes permanentes maduros también está indicado realizar una pulpotomía conservadora, es decir, una pulpotomía parcial, o extirpación parcial del tejido pulpar.  Si el fragmento está disponible se puede adherir de nuevo al diente, y en caso de que no, se ha de restaurar el diente.

#### Fractura corono-radicular no complicada
Afecta a esmalte, dentina y cemento, y no hay exposición pulpar. Este tipo de fracturas se suelen extender por debajo de la encía. Normalmente el fragmento coronal está presente en el diente pero móvil.
Tras las pruebas complementarias necesarias, el odontólogo, en un primer momento sellará la dentina con material de restauración y posteriormente valorará las diferentes opciones de tratamiento de acuerdo a cada caso particular: extrusión ortodóncica del fragmento apical seguido de una restauración, extrusión quirúrgica, tratamiento de conductos o endodoncia, extracción del diente, autotrasplante, entre otras.

#### Fractura corono-radicular complicada
Afecta a esmalte, dentina y cemento, y hay exposición de la pulpa dental. Normalmente se extiende por debajo del margen gingival o encía. Tras las pruebas complementarias necesarias, el odontólogo estabilizará el fragmento y realizará el tratamiento de la pulpa de acuerdo al estadio de desarrollo del diente. Posteriormente valorará las diferentes opciones de tratamiento de acuerdo a cada caso particular: extrusión ortodóncica del fragmento apical seguido de una restauración, extrusión quirúrgica, tratamiento de conductos o endodoncia, extracción del diente, autotrasplante, entre otras.

#### Fractura radicular
Es una fractura de la raíz, que involucra la dentina, cemento y pulpa, y puede ser horizontal, oblicua o una combinación de ambas.
El odontólogo realizará una evaluación radiográfica utilizando diferentes angulaciones. El CBCT puede ser necesario pues proporciona información sobre la localización, extensión y dirección de la fractura.  El fragmento coronal puede estar desplazado o con movilidad, por lo que deber ser reposicionado y ferulizado lo antes posible. El estado de la pulpa se monitorizará durante un año, ya que se puede desarrollar necrosis e infección, generalmente en el fragmento coronal.
Sindrome del diente fisurado
Es de las primeras causas de una exodoncia por un mal diagnóstico al realizar pruebas de vitalidad, en muchas ocasiones confundido con pulpitis irreversible o enfermedad periodontal y hasta dolor buco-facial. Guthire describió dolor durante la masticación como un síntoma del síndrome, es una fractura incompleta casi siempre vertical de la corona y probablemente de la raíz. 
Fue hasta 1962 cuando se consideró síndrome, descritas como fracturas localizadas centralmente siguiendo la dirección de los túbulos dentinarios hacia el tejido pulpar. Con síntomas como dolor confuso durante la masticación, molestia a cambios térmicos, más al fío, dolor breve y agudo. 
También se conoce como fractura incompleta de un diente posterior. fractura incompleta corono-radicular, línea de fractura y fractura en tallo verde.

### Lesiones de los tejidos de soporte
Los traumatismos pueden afectar a los tejidos de soporte del diente, es decir, aquellos que mantienen el diente en su alveolo: el cemento radicular, el ligamento periodontal, el hueso alveolar y la encía. Estas lesiones se clasifican en las siguientes:

#### Concusión
Es una lesión de los tejidos de sostén del diente, sin llegar a producir desplazamiento ni movilidad dentaria. Sin embargo, el diente muestra dolor a la masticación.
No requiere tratamiento, pero sí revisar el estado de la pulpa durante un año.

#### Subluxación
Es una lesión de los tejidos de sostén del diente con incremento de la movilidad pero sin desplazamiento del diente. El diente presenta dolor al tocarlo o percutirlo ligeramente, y puede tener sangrado gingival. La apariencia radiográfica es normal. La mayoría de los casos no requieren tratamiento, únicamente la observación durante un año. En ocasiones el odontólogo le realizará una ferulización flexible durante dos semanas sobre todo si  el diente tiene mucha movilidad o duele al ocluir.

#### Luxación extrusiva
Lesión que produce un desplazamiento parcial del diente fuera del alveolo en dirección axial.
El diente estará elongado respecto a los dientes vecinos y tendrá movilidad. Probablemente no tendrá respuesta a las pruebas de sensibilidad. Cuanto mayor es el grado de extrusión mayor es la probabilidad de que el paquete vasculo-nervioso se haya seccionado.
El tratamiento de urgencia consistirá en la reposición del diente presionándolo al interior del alveolo y su posterior ferulización. En las revisiones el odontólogo realizará la monitorización el estado pulpar. Si la pulpa se necrosa (necrosis pulpar), estará indicado el tratamiento pulpar de acuerdo al estadio de desarrollo radicular.

#### Luxación lateral
Desplazamiento del diente en dirección no axial, generalmente asociado a una fractura ósea o compresión de las paredes del alveolo o de la cortical. Normalmente el diente se desplaza en dirección vestíbulo/palatino. El diente está inmóvil al estar su ápice trabado por la fractura ósea. El tratamiento consistirá en la reposición del diente y su ferulización. Se requiere un periodo de ferulización mayor porque la fractura del hueso alveolar necesita mayor tiempo para su cicatrización. Debe monitorizarse el estado de la pulpa y realizar la evaluación endodóntica. Es muy probable la necrosis pulpar, por lo que será necesario el tratamiento de conductos. En dientes con ápice inmaduro puede ocurrir la revascularización.

#### Luxación intrusiva
Desplazamiento del diente hacia apical, dentro del hueso alveolar.
En un primer momento hay que permitir la re-erupción espontánea del diente. En los casos en los que el diente no vuelve a su posición, el tratamiento indicado es la extrusión ortodóncica o quirúrgica. En dientes con ápice cerrado, cuando el grado de intrusión es mayor (> 3 mm) la reposición quirúrgica está indicada. En dientes inmaduros (con formación radicular completa) será fundamental monitorizar el estado pulpar, pues en caso de necrosis o de reabsorción el tratamiento de conductos debe realizarse lo antes posible. En dientes con ápice cerrado, el tratamiento de conductos debe iniciarse a las dos semanas o tan pronto como la posición del diente lo permita.

#### Avulsión
La avulsión dental es la salida por completo del diente del alveolo.
Es una de las lesiones dentales más serias y su pronóstico depende de las acciones que se lleven a cabo en el momento de la lesión.3
El reimplante intencional o colocar el diente en su posición original inmediatamente tras el accidente, es el mejor tratamiento que se puede realizar. Para que el pronóstico sea favorable, hay que tener en cuenta las siguientes recomendaciones.
- Comprobar que es un diente definitivo, ya que los dientes temporales, o de “leche” no se reimplantan.
- Encontrar el diente y sujetarlo por la corona (no por la raíz). Si el diente está sucio, lavarlo ligeramente sin frotar la raíz, con saliva del accidentado, suero o leche antes de reimplantarlo.

- Colocar el diente en su sitio dentro del alveolo y  morder una gasa, servilleta o pañuelo para mantenerlo en su lugar.
- Acudir de forma inmediata a un odontólogo.
- En casos en que no se puede reimplantar inmediatamente, hay que guardarlo en leche, suero o saliva y acudir lo antes posible a un odontólogo. El agua no es un medio adecuado pero es mejor que dejar que se seque el diente.

El odontólogo realizará el tratamiento y los seguimientos de control que serán fundamentales.
Los dientes temporales no se pueden reimplantar.

### Lesiones del hueso alveolar

#### Fractura alveolar
La fractura del hueso alveolar es frecuente en traumatismos que afectan a varios dientes, en las luxaciones laterales y en las intrusiones.
El tratamiento consiste en la reposición de los dientes desplazados y del hueso alveolar. Se suturan los tejidos blandos afectados y se ferulizan los dientes.